# Austrochthonius tullgreni
Espèce
Synonymes
- Paraustrochthonius tullgreni Beier, 1931

Austrochthonius tullgreni est une espèce de pseudoscorpions de la famille des Chthoniidae.

## Distribution
Cette espèce est endémique d'Afrique du Sud.

## Publication originale
- Beier, 1931 : Zur Kenntnis der Chthoniiden (Pseudoskorpione). Zoologischer Anzeiger, vol. 93, p. 49-56.